# Яблоково (Крым)
Я́блоково (до 1948 года Алмачи́к; укр. Яблукове, крымскотат. Almaçıq, Алмачыкъ) — ранее отдельное село в Бахчисарайском районе Республики Крым (согласно административно-территориальному делению Украины — Автономной Республики Крым), находилось в долине реки Альмы в среднем течении на правом берегу — сейчас это западная часть пгт Почтового, за балкой Базар-Джилга.

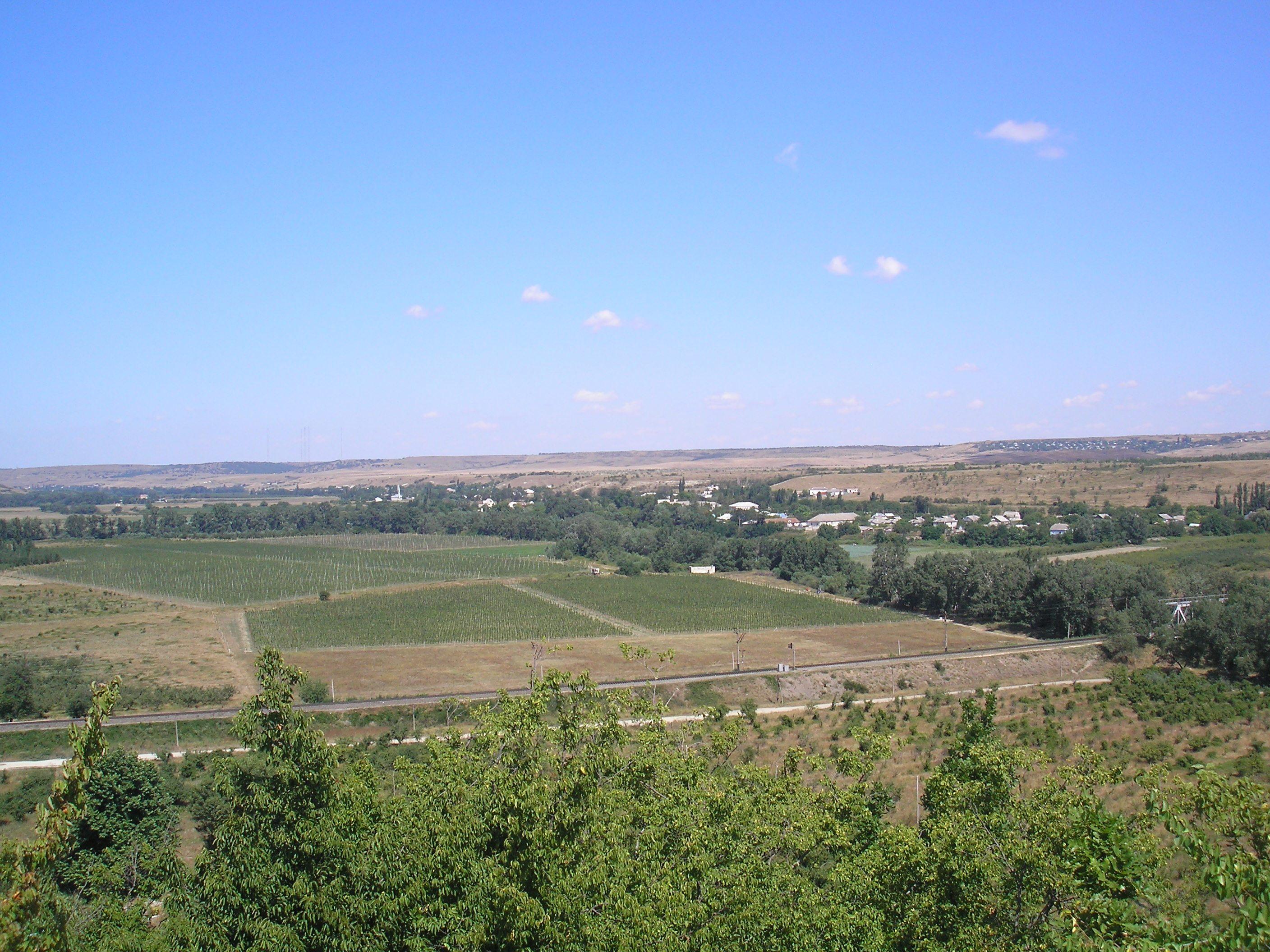
Западная часть Почтового — бывшее Яблоково

## История
Впервые Алмачик в доступных источниках встречается в Камеральном Описании Крыма… 1784 года, как деревня Бакчи-сарайскаго каймаканства Бакче-сарайскаго кадылыка Элмаджик. После присоединения Крыма к России (8) 19 апреля 1783 года, (8) 19 февраля 1784 года, именным указом Екатерины II сенату, на территории бывшего Крымского Ханства была образована Таврическая область и деревня была приписана к Симферопольскому уезду. После Павловских реформ, с 1796 по 1802 год, входила в Акмечетский уезд Новороссийской губернии. По новому административному делению, после создания 8 (20) октября 1802 года Таврической губернии, Алмачик приписали к Актачинской волости Симферопольского уезда.
По Ведомости о всех селениях в Симферопольском уезде состоящих с показанием в которой волости сколько числом дворов и душ… от 9 октября 1805 года, в Алмачике записаны в 9 дворах 37 крымских татар и владелец земли дворянин Виллис («владение г. Виллиса Альмаджик, где есть прекрасные фруктовые сады и усадьба» описаны Шарлем Монтандоном в «Путеводителе путешественника по Крыму, украшенный картами, планами, видами и виньетами…» 1833 года). На военно-топографической карте генерал-майора Мухина 1817 года в деревне обозначены 5 дворов. После реформы волостного деления 1829 года Алмачик отнесли отнесли ко вновь образованной Яшлавской волости того же уезда, к 2-му уездному полицейскому стану. На карте 1836 года в деревне 3 двора, а на карте 1842 года деревня обозначена условным знаком «менее 5 дворов».
В 1860-х годах, после земской реформы Александра II, Алмачик приписали к Мангушской волости. По результатам VIII ревизии 1864 года, опубликованным в Списке населённых мест Таврической губернии по сведениям 1864 г. записан хутор Алмачик с 3 дворами и 41 жителемпри реке Алме (на трёхверстовой карте 1865—1876 года название не фигурирует, на месте деревни на карте обозначен хутор Малсеича, но Алмачик фигурирует среди селений альминской долины в «Памятной книге Таврической губернии 1867 г». Х ревизия 1887 года деревни не зафиксировала, а на подробной карте 1890 года на месте Алмачика — 2 безымянные усадьбы.
Вновь населённый пункт Алмачик встречается на карте в 1924 году. Согласно Списку населённых пунктов Крымской АССР по Всесоюзной переписи 17 декабря 1926 года, в совхозе Хан-Эли (Нижний Алмачик), Базарчикского сельсовета Симферопольского района, числилось 16 дворов, все некрестьянские, население составляло 35 человек, из них 27 русских, 5 украинцев, 2 татар, 1 записан в графе «прочие».
В 1944 году, после освобождения Крыма от фашистов, 12 августа 1944 года было принято постановление № ГОКО-6372с «О переселении колхозников в районы Крыма» по которому в район планировалось переселить 6000 колхозников и в сентябре 1944 года в район приехали первые новосёлы (2146 семей) из Орловской и Брянской областей РСФСР, а в начале 1950-х годов последовала вторая волна переселенцев из различных областей Украины. С 25 июня 1946 года Алмачик в составе Крымской области РСФСР.Указом Президиума Верховного Совета РСФСР от 18 мая 1948 года Алмачик переименовали в Яблоково. 26 апреля 1954 года Крымская область была передана из состава РСФСР в состав УССР. На 15 июня 1960 года село ещё числилось, как самостоятельное, а в 1961 году Яблоково включили в состав пгт Почтовое.

### Динамика численности
- 1805 год — 37 чел.[10]
- 1864 год — 41 чел.[16]
- 1926 год — 35 чел.[21]